# Władimir Wysocki
Władimir Siemionowicz Wysocki (ros. Владимир Семёнович Высоцкий; ur. 25 stycznia 1938 w Moskwie, zm. 25 lipca 1980 tamże) – rosyjski pieśniarz, bard, poeta i aktor. Śpiewał niskim, ochrypłym barytonem przy akompaniamencie gitary. W latach 1964–1980 był aktorem Teatru na Tagance.

## Życiorys

### Rodzina i dzieciństwo
Urodził się 25 stycznia 1938 o godz. 9:40 w domu porodowym nr 8 przy ul. Trzeciej Mieszczańskiej 61/2 w Moskwie. Był synem Niny Maksimownej Sierieginy (ur. 1912) i Siemiona Władimirowicza Wysockiego (ur. 1915). Jego matka była tłumaczką języka niemieckiego, a później kierowniczką Archiwum Naukowo-Technicznego w Instytucie Naukowo-Badawczym Przemysłu Maszynowego, zaś ojciec, który urodził się w rodzinie żydowskiej – oficerem Armii Czerwonej i naczelnikiem telegrafu na Poczcie Głównej. Dziadek ze strony ojca – Wolf Wysocki – urodził się w Brześciu nad Bugiem i pochodził z rodziny polskich Żydów. Rodzice Władimira nie byli praktykującymi chrześcijanami (ojciec był komunistą), toteż nie ochrzcili syna.
Pierwsze miesiące życia spędził w mieszkaniu komunalnym przy Pierwszej Mieszczańskiej nr 126 w Moskwie. Był dzieckiem ciekawym świata, szybko nauczył się mówić, a jeszcze przed skończeniem dwóch lat znał i deklamował wiele wierszy. Jego ojciec po wybuchu wojny wyjechał na front, a matka została sama z synem. Kiedy w 1941 rozpoczęły się bombardowania Moskwy, wraz z synem ewakuowała się do wsi Woroncowka koło Buzułuku. W 1943 wrócił z matką do Moskwy, gdzie podjął naukę w Szkole nr 273. W młodości zdiagnozowano u niego wadę serca, która ustała w dorosłym życiu. W 1947 wyjechał do Niemiec, gdzie na trzy lata zamieszkał z ojcem i jego drugą żoną, Jewgieniją Stiepanowną LIchołatową, w Eberswalde pod Berlinem. Ukończył tam trzy klasy szkoły podstawowej, a także nauczył się gry na fortepianie i akordeonie. W październiku 1949 wrócił do Moskwy i ponownie zamieszkał z matką i jej drugim mężem, Georgijem Bantoszem, z którym miał chłodne relacje. Po dwóch miesiącach mieszkania z matką i ojczymem przeprowadził się do ojca i macochy na Bolszoj Karietnyj. W 1952 wstąpił do Komsomołu, a w 1955 ukończył naukę w Szkole nr 186 w Moskwie z dobrymi i bardzo dobrymi ocenami.
W okresie szkolnym wykazywał zainteresowanie kinem i literaturą. W dzieciństwie trenował akrobatykę, później uprawiał różne dyscypliny sportowe, m.in. boks i szermierkę. W 1955 rozpoczął naukę gry na gitarze. Mimo że chciał zostać aktorem, pod presją bliskich – rodziców i dziadka-prawnika – podjął studia na Wydziale Mechanicznym Instytutu Inżynieryjno-Budowlanego im. W. Kujbyszewa w Moskwie, jednak już po pierwszym semestrze porzucił tę uczelnię. W tym czasie ponownie zamieszkał z matką. Chcąc spełnić swoje marzenie o zostaniu aktorem, doskonalił swoje umiejętności na zajęciach u aktora Władimira Bogomołowa. Jesienią 1956 został przyjęty do szkoły aktorskiej przy Moskiewskim Akademickim Teatrze Sztuki (MChAT) im. Maksyma Gorkiego, którą ukończył w czerwcu 1960 po występie w roli Bubnowa w spektaklu dyplomowym Na dnie. Wystąpił także w innych przedstawieniach dyplomowych, m.in. jako Borkin w Iwanowie i Siggy w Złotym chłopcu.

### Kariera zawodowa
W okresie szkolnym napisał swoje pierwsze wiersze. W trakcie studiów zaczął nagrywać swoje pierwsze piosenki, które śpiewał przy akompaniamencie gitary. Pierwszy występ publiczny dał, będąc na pierwszym roku studiów, w studenckim klubie „MGU” podczas koncertu dla zagranicznych studentów. Jako aktor filmowy zadebiutował jako statysta na planie filmu Wiaczesława Ordyńskiego Rówieśnicy (1959). Również w 1959 zagrał swoją pierwszą większą rolę – Porfirego Pietrowicza w Zbrodni i karze Dostojewskiego.
W 1960 został aktorem Teatru Dramatycznego im. Aleksandra Puszkina w Moskwie, w którym zagrał role epizodyczne w spektaklach: Świńskie ogonki, Cudowny kwiat, Dobranoc, Patrycjo, Trzyminutowa rozmowa, Biały lotos, Drogi życia, Trasa i Czarownica. Ze względu na liczne nagany, głównie za stawianie się w pracy pod wpływem alkoholu, w 1961 zakończył pracę w teatrze. W tym samym roku wystąpił jako Sofran w filmie Frunze Dowlatiana i Lwa Mirskiego Kariera Dimy Gorina (1961) i zagrał w spektaklu telewizyjnym Step orła. W 1962 przez około dwa miesiące pracował w Teatrze Miniatur oraz wystąpił w sztuce Dwa kolory w teatrze Sowriemiennik, lecz nie otrzymał w nim etatu. Niedługo później za systematyczne łamanie kodeksu pracy (stawianie się w pracy pod wpływem alkoholu) został pozbawiony praw do pracy w zawodzie aktora. W tym okresie zaprezentował publicznie swoje pierwsze autorskie pieśni, m.in. utwór „Tatuirowka” (Tatuaż). W 1963 premierę miał spektakl moskiewskiego Teatru Dramatu i Komedii Dzielnicy (reż. Piotr Formienko), w którym zostały wykorzystane piosenki Wysockiego – „Tamtego wieczora nie piłem i nie jadłem” oraz „Jestem na robocie i mam przy sobie nóż”. Występował także w spektaklu Biała gorączka w klubie „MWD” oraz powrócił do Teatru Puszkina, by zagrać epizodyczną rolę w sztuce Pamiętnik kobiety, jednak wkrótce stracił pracę z powodu kolejnych przewinien związanych z nadużywaniem alkoholu. W 1964 podjął pierwszą z wielu prób samobójczych.
W pierwszej połowie lat 60. kontynuował karierę filmową, grając epizodyczne bądź drugoplanowe role w filmach: 713 prosi o pozwolenie na lądowanie (1962), Grzesznica (1963) i Żywi i martwi (1964) Aleksandra Stolpera, Rzut karny (1963) Weniamina Dormana, Na jutrzejszej ulicy (1965) Fiodora Filippowa, Nasz dom (1965) Wasila Pronina, Kucharka Edmonda Keosiana (1965), Jestem rodem z dzieciństwa (1966) Wiktora Turowa i Sasza, Saszeńka (1966) Witalija Czetwierikowa.

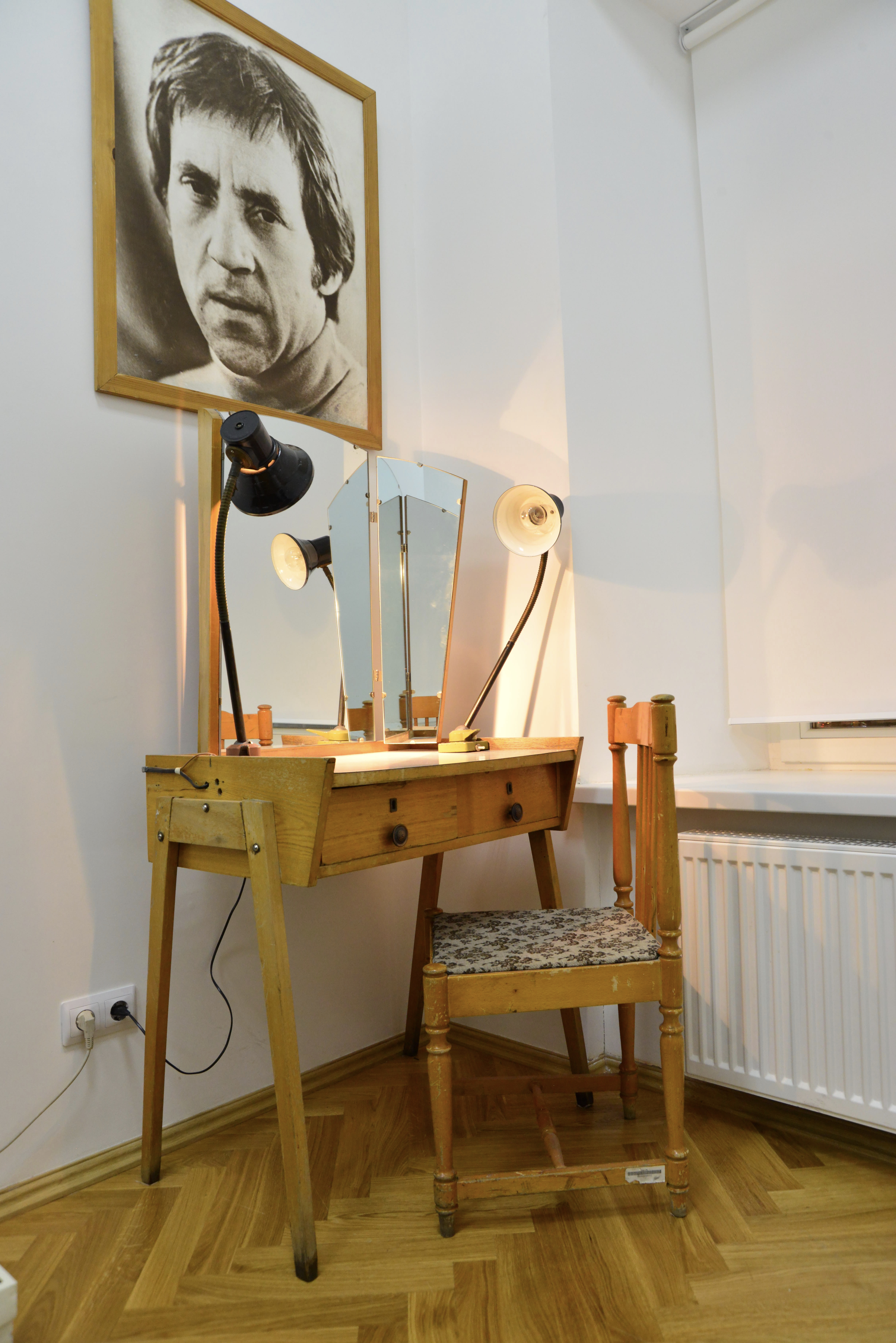
Stanowisko Władimira Wysockiego w garderobie Teatru na Tagance

9 września 1964 rozpoczął pracę w moskiewskim Teatrze na Tagance, w którym był zatrudniony do końca życia. Na scenie tego teatru zadebiutował 10 dni później występem w roku Drugiego Boga w spektaklu komediowym Dobry człowiek z Seczuanu. Wkrótce dołączył także jako kapitan dragonów do obsady sztuki Bohaterowie naszych czasów. 15 października 1964 nagrał na taśmę magnetofonową 48 swoich autorskich piosenek. 20 kwietnia 1965 w moskiewskiej kawiarni „Molekuła” zagrał jeden z pierwszych koncertów przed szeroką publicznością. Również w 1965 zagrał w kolejnych spektaklach Teatru na Tagance:  10 dni, które wstrząsnęły światem, Antyświaty oraz Polegli i żywi (do którego napisał kilka pieśni), a w 1966 zagrał główną rolę w sztuce Bertolta Brechta Życie Galileusza. Zagrał także jedną z głównych ról w kinowym dramacie Stanisława Goworuchina i Borysa Durowa  Pion (1966).
Ze względu na antypolityczną i antyrządową treść swoich pieśni był cenzurowany i szykanowany przez radzieckie władze, które m.in. zakazywały publikowania jego twórczości oraz odwoływały jego występy. W związku z cenzurą dawał głównie domowe koncerty, a amatorskie nagrania z jego występami cieszyły się dużym zainteresowaniem w nieoficjalnym obiegu. Wysocki jednocześnie miał m.in. dostęp do paszportu, dzięki czemu miał możliwość wyjazdów za granicę na koncerty. Aktorka Marina Vlady podsumowała traktowanie Wysockiego przez władze słowami: „Wołodii nie prześladowano, nie aresztowano go, nie zamknięto w łagrze, nie torturowano go, nie skazano na banicję. Łamano go jak kawałek chleba. Tak długo, dopóki sam się wreszcie nie złamał”. Artystę bojkotowały także krajowe media poprzez m.in. pomijanie w relacjach telewizyjnych z wydarzeń kulturalnych, a krajowa cenzura wycinała jego pieśni lub sceny z jego udziałem z filmów.
W 1967 w prasie literackiej ukazały się pierwsze publikacje jego wierszy, on sam wystąpił w spektaklach Teatru na Tagance: Posłuchajcie! (zagrał główną rolę, Włodzierza Majakowskiego) i Pugaczow (wcielił się w Chłopuszę). Poza tym zagrał geologa Maksyma w melodramacie Kiry Muratowej Krótkie spotkania (1967) i pojawił się w filmie dokumentalnym Potrzebne pilnie piosenki (1967). 25 maja 1967 zagrał trzy koncerty w Pałacu Sportu w Kujbyszewie, za każdym razem dla liczącej 6 tys. osób publiczności. Kolejne dwa sześciogodzinne koncerty w tym samym miejscu zagrał pod koniec listopada 1967. Następnie zagrał kolejne większe role filmowe: porucznika Aleksandra Brusiencowa w komedii wojennej Jewgienija Kariełowa Przeciw Wranglowi/Służyli dwaj towarzysze (1968), brygadzistę flisaków Iwana Riaboja w filmie detektywistycznym Władimira Nazarowa Gospodarz tajgi (1968) i główną rolę, oficera Białej Gwardii – towarzysza Brodskiego, w slapstickowej komedii muzycznej Gennadija Połoki Interwencja (rozpowszechnioneu dopiero w 1987). Po odejściu Nikołaja Gubienki z Teatru na Tagance w 1968 zajął jego miejsce w spektaklach i jako pierwszy aktor teatru grał m.in. bezrobotnego lotnika Jang Suna w Dobrym człowieku z Seczuanu oraz Kiereńskiego w 10 dniach, które wstrząsnęły światem, a także występował w spektaklu poetyckim Polegli i żywi.
9 czerwca 1968 w gazecie „Sowietskaja Rossija” pojawił się artykuł pt. „O czym śpiewa Wysocki?”, którego autorzy – G. Muszta i A. Bondariuk – krytycznie ocenili twórczość barda i zwrócili uwagę, że w jego tekstach m.in. „dominuje zapyziałe mieszczuchostwo, wulgarność i niemoralność”, a Wysocki „śpiewa w imieniu alkoholików, złodziei, przestępców, marginesu społecznego”.  W odpowiedzi na ten i inne szkalujące go artykuły napisał piosenkę „Polowanie na wilki”, zaczął też tworzyć bardziej zaangażowane wiersze, porzucając jednocześnie wizerunek ulicznego grajka.
W 1969 pojawił się w kilku filmach: jako konspirator Nikołaj Kowalenko / Żora Bengalski w Niebezpiecznych występach
Nikołaja Jungwalda-Chilkiewicza (do filmu napisał kilka pieśni), politruk w Białym wybuchu Stanisława Goworuchina i Sieryj w Echu dalekich śniegów Leonida Gołownii. W styczniu 1970 zagrał serię koncertów w Rosji, a do końca roku dał ich łącznie 30. W tym samym roku wystąpił w poetyckim przedstawieniu na podstawie poezji Andrieja Wozniesienskiego. W listopadzie 1971 zadebiutował tytułową rolą w Hamlecie, w którym grał przez kolejne prawie 10 lat. Wystąpił w epizodycznej roli dziennikarza w filmie Aleksandra Stolpiera Czwarty (1972) i wykreował postać Vona Korena w dramacie Iosifa Chejfica Dobry zły człowiek (1973). W maju 1972 wziął udział w nakręceniu filmu dokumentalnego o sobie dla Telewizji Estońskiej; fragmenty produkcji wykorzystano w 1987 w czteroodcinkowym filmie dokumentalnym Eldara Riazanowa Cztery spotkania z Włodzimierzem Wysockim. Również w 1972 zagrał łącznie 42 koncerty. Serię występów na rosyjskich estradach kontynuował w 1973, m.in. grając w styczniu siedem koncertów w teatrze dramatycznym im. Sergo Ordżonikidze w Nowokuzniecku. W tym samym roku napisał rekordową liczbę 60 utworów, a premierę miał album z nagraniami piosenek Wysockiego o wojnie. Płyty z muzyką barda ukazały się także w Stanach Zjednoczonych.

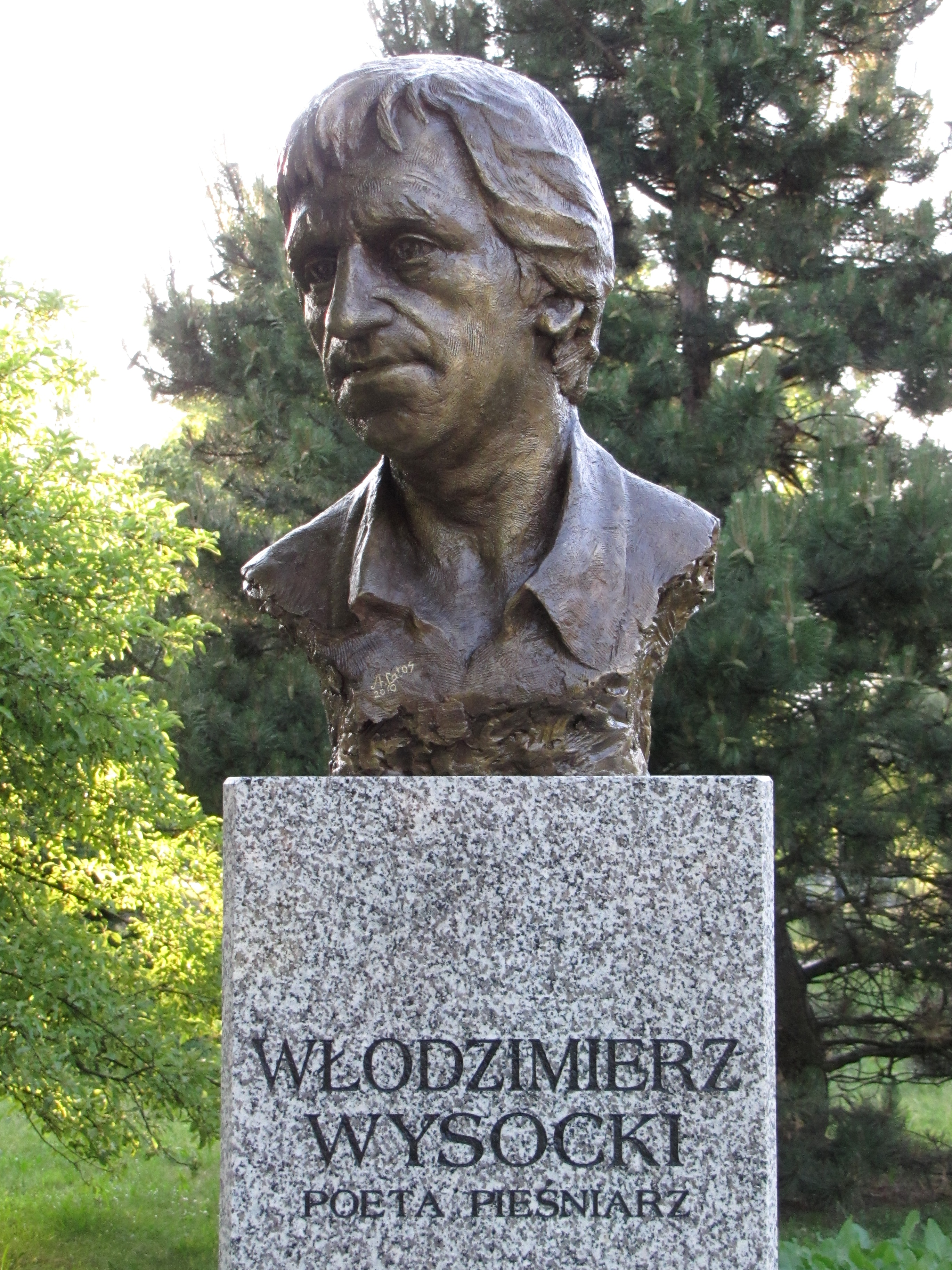
Popiersie Władimira Wysockiego w Alei Sław na Skwerze Harcerskim w Kielcach

Od kwietnia do czerwca 1974 odbył zagraniczną trasę koncertową we Francji, gdzie nagrał francuskojęzyczne wersje swoich piosenek (za tłumaczenie odpowiadała Michèle Kahn) i wydał je na płycie. Poza tym zagrał jeńca-kierowcę Sołodowa w Jedynej drodze (1974) Władzimierza Pawłowicza i Aleksego Temierina. W 1975 zagrał kolejną serię koncertów w Rosji i wystąpił w roli Łopachina w spektaklu Teatru na Tagance Wiśniowy sad Czechowa oraz zagrał w filmach: Ucieczka Mr. McKinleya Michaiła Szwiejcera i Jedyna… Iosefa Chejfica. Jesienią 1975 razem z zespołem Teatru na Tagance dał serię występów w Bułgarii, gdzie w studiu „Bałkanton” nagrał płytę długogrającą na tamtejszy rynek.
W 1976 zagrał rolę Ibrahima Hannibala w filmie telewizyjnym Aleksandra Mitty Opowieść o tym, jak car Piotr murzyna żenił (1976), a także nagrał w Montrealu swój kolejny album, został bohaterem jednego z odcinków programu 60 Minutes amerykańskiej telewizji CBS (której udzielił wywiadu) oraz napisał kilka piosenek do filmu Uzbrojomy i bardzo niebezpieczny (1977) Władimira Wajnsztoka. We wrześniu tego samego roku twórcy spektaklu Hamlet – z Wysockim w tytułowej roli – otrzymali pierwszą nagrodę na 10. Belgradzkim Międzynarodowym Festiwalu Teatralnym. W 1977 napisał muzykę i wiersze na album z nagraniem baśni muzycznej Alicja w Krainie Czarów wydanej przez firmę płytową „Melodia” oraz wystąpił w epizodycznej roli przechodnia w filmie Márty Mészáros One dwie (Ők ketten, 1977) z Mariną Vlady. Odbył także z zespołem Teatru na Tagance tournée po Francji z Hamletem, a za występy w tej sztuce otrzymał nagrodę francuskiej krytyki za najlepszy spektakl zagraniczny. Oprócz tego w 1977 zagrał 50 koncertów oraz napisał kilka nowych piosenek, m.in. „Pożary”, „Rzeczka Wacza” i „Polowanie ze śmigłowców”. Doczekał się także pierwszej (i jedynej) publikacji swojego wiersza w oficjalnym wydawnictwie – w almanachu Dzień poezji wydrukowany został fragment jego cyklu poetyckiego Z dziennika podróży z 1973.
Pod koniec lat 70. zaczął skarżyć się na poważne problemy zdrowotne i mierzył się z depresją. W 1978 zagrał łącznie 150 koncertów w Rosji i napisał 21 nowych utworów, a za występ w filmie Dobry zły człowiek (1973) otrzymał nagrodę za najlepszą rolę męską na festiwalu filmowym w Taorminie na Sycylii. Na początku 1979 razem z Eduardem Wołodarskim napisał scenariusz filmu Wakacje po wojnie, który jednak nigdy nie został nakręcony, ale w 1987 został wydany przez Wołodarskiego w formie książki pt. „Wiedeńskie wakacje”.
W połowie stycznia 1979 odbył trasę koncertową po USA i Kanadzie. Po powrocie do Rosji pod koniec miesiąca zagrał kilka koncertów w kraju, a 12 lutego zadebiutował w roli Swidrygajłowa w spektaklu Zbrodnia i kara w Teatrze na Tagance. Od 26 kwietnia do 1 maja 1979 zagrał 19 koncertów w Iżewsku i Głazowie. W lipcu 1979 odbył trasę koncertową po Azji Środkowej (m.in. Uzbekistanie i Kazachstanie), gdzie grał nawet po pięć koncertów dziennie; 25 lipca podczas pobytu w Ałma-Acie lub Bucharze przeżył śmierć kliniczną.  W sierpniu wyjechał z Teatrem na Tagance na tournée do Gruzji, jednak z powodu problemów zdrowotnych zawiesił występy i wrócił do kraju. W tym samym roku zagrał kapitana Gleba Żegłowa w filmie telewizyjnym Stanisława Goworuchina Miejsca spotkania nie można zmienić (1979; w Polsce był wyświetlany pt. Czarny kot), który wyreżyserował ze Stanisławem Goworuchinem. W tym czasie wraz z Ałłą Demidową przygotowywał się do wystawienia dwuosobowej sztuki Gra we dwoje, jednak nigdy nie doszło do jej premiery. W grudniu 1979 zagrał koncert w Toronto. Po powrocie do Rosji otrzymał propozycję wyreżyserowania filmu Zielony furgon (1983), do którego współtworzył scenariusz z Igorem Szewcowem; z powodu cenzury wycofał się z tego projektu, a reżyserem filmu został Aleksandr Pawłowski. Od początku 1980 grał w trzech objazdowych spektaklach Teatru na Tagance – w Hamlecie, Wiśniowym sadzie oraz Zbrodni i karze. Podczas występów często gorzej się czuł, a za kulisami wymiotował i przyjmował zastrzyki z lekami. W czerwcu przyleciał do Polski, gdzie z zespołem Teatru na Tagance otrzymał pierwszą nagrodę za Hamleta na Drugim Międzynarodowym Festiwalu „Warszawskie Spotkania”. Wystąpił w roli Don Juana w filmie Michaiła Szwiejcera Małe dramaty (1980). W czerwcu zagrał serię koncertów w Kaliningradzie. 16 lipca w Królewcu dał swój ostatni koncert dla szerokiej publiczności, a dwa dni później po raz ostatni wystąpił w Hamlecie w Teatrze na Tagance.

### Śmierć i pogrzeb

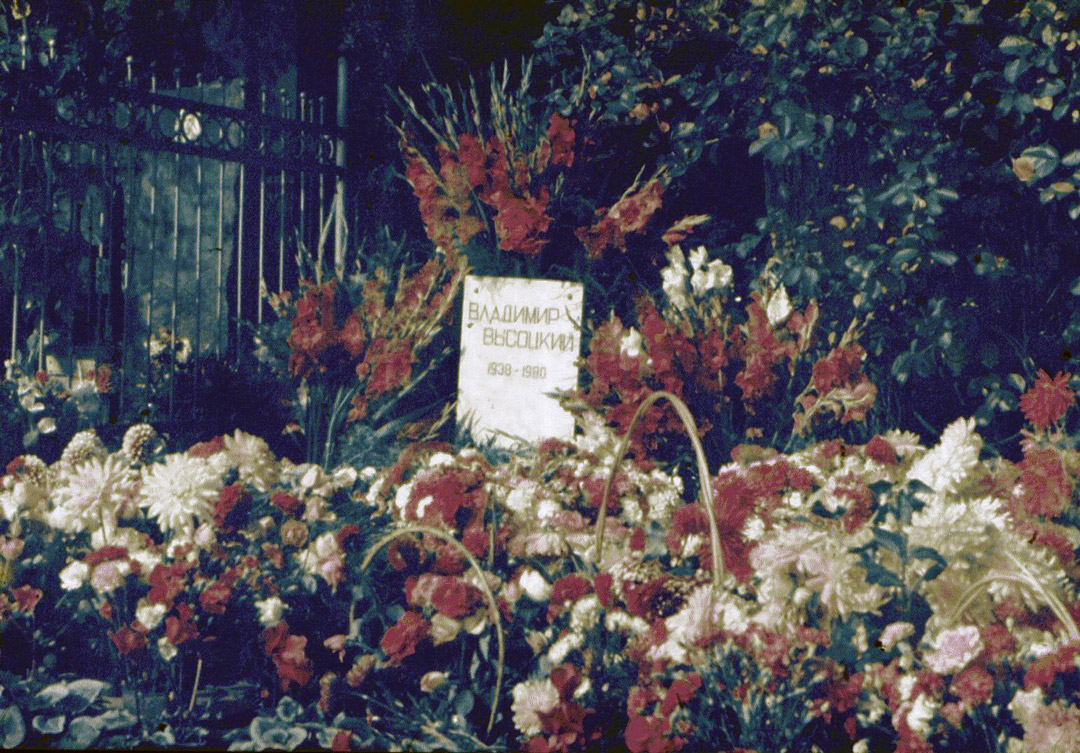
Grób Włodzimierza Wysockiego

25 lipca 1980 zmarł we śnie o godz. 4:10 nad ranem w swoim mieszkaniu przy ulicy Małej Gruzińskiej. Jako przyczynę zgonu wskazano ostrą niewydolność układu krążenia. 28 lipca ciało Wysockiego zostało wystawione na pożegnanie w Teatrze na Tagance, a następnie pochowane na Cmentarzu Wagańkowskim w Moskwie.

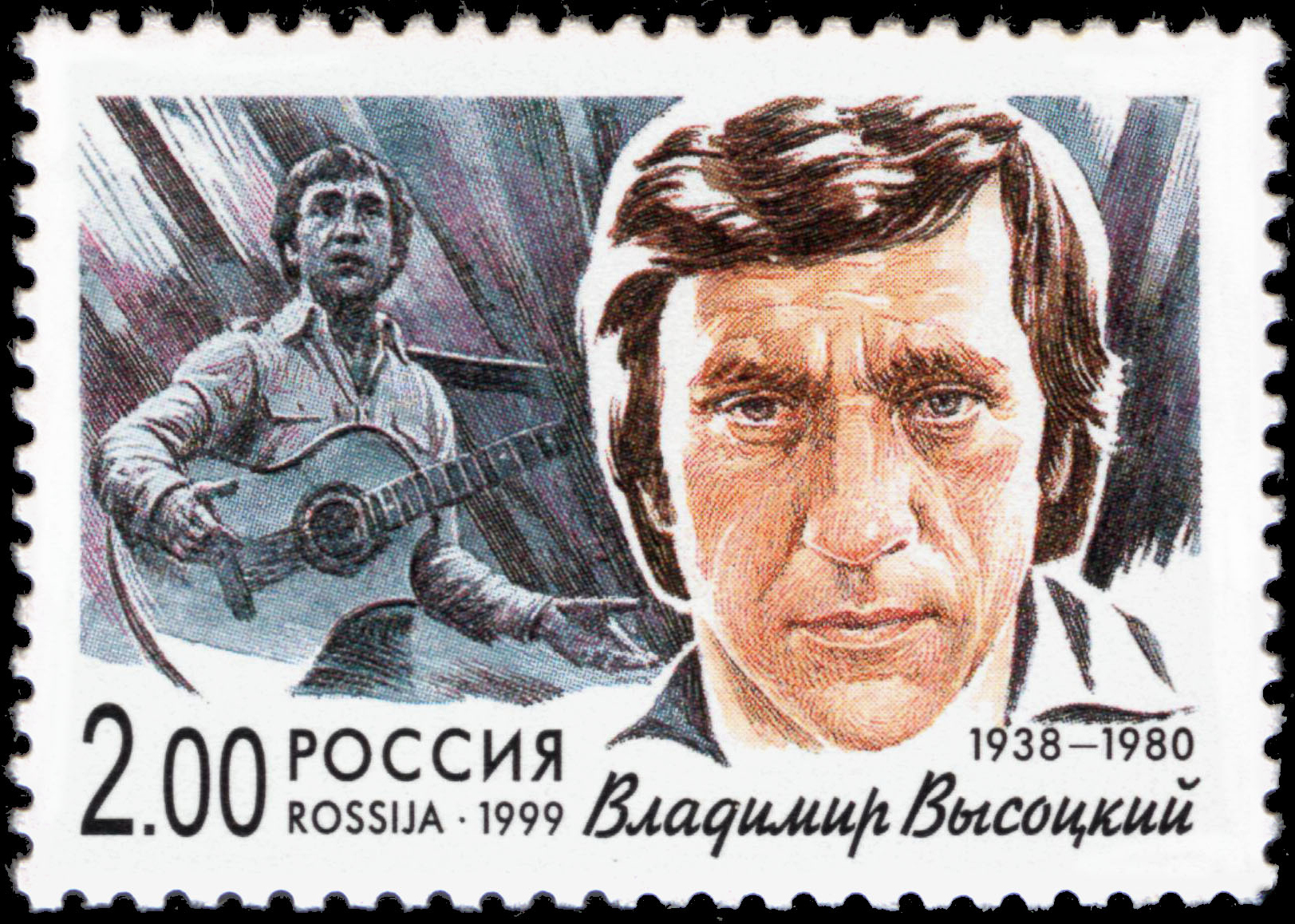
Znaczek pocztowy Rosji, Władimir Wysocki, 1999, 2 rub. (Michel 761, Scott 6547)

W 1987 został pośmiertnie laureatem Nagrody Państwowej ZSRR.

## Charakterystyka twórczości i inspiracje
W okresie szkolnym często śpiewał piosenki Louisa Armstronga, naśladując zachrypnięty głos artysty, który w przyszłości miał stać się i jego cechą charakterystyczną. Początkowo wykonywał błatne pieśni, tj. utwory podwórkowe, często o tematyce nawiązującej do życia ludzi z marginesu społecznego, m.in. „Na Pierowskim bazarze” czy „Na Tichorecką pociąg rusza”. Śpiewał także utwory Jewgienija Urbanskiego. Do śpiewania własnych wierszy zainspirowała go twórczość Bułata Okudżawy.
Napisał ok. 1 tys. pieśni i ballad. Swoje pierwsze teksty, m.in. „Napiwszy się, umrzesz pod płotem” i „Kto dziś z rana jest pijany?”, napisał z myślą o swoich przyjaciołach z okresu szkolnego. W utworach Wysockiego można doszukać się wpływów wojennych i powojennych wspomnień z dzieciństwa artysty, m.in. napisał teksty o powstaniach w Warszawie, Budapeszcie i Pradze. Później pisał także m.in. piosenki polityczne, a w drugiej połowie lat 70. zaczął pisać utwory o śmierci. Często śpiewał piosenki romantyczne. Przemysław Słowiński i Iwona Wygoda w biografii Wysockiego podsumowali, że bard śpiewał o „podstawowych kwestiach ludzkiej egzystencji”, tj. o wierności, przyjaźni, uczciwości, rywalizacji, zdradzie i zemście.
Pisał i śpiewał zawsze w pierwszej osobie, dzięki czemu identyfikował się z problemami różnych grup społecznych. Podczas występów scenicznych nie lubił oklasków, ponieważ przeszkadzały mu w koncentracji.
Josif Brodski nazwał Wysockiego „największym poetą Rosji”. Dr Marlena Zimna, autorka pracy habilitacyjnej o twórczości Wysockiego, podsumowała: „Poezja Wysockiego ma charakter impresjonistyczny. Rzeczywistość pokazuje on zawsze w sposób bardzo konkretny, niezwykle precyzyjny, sugestywny, subiektywny i zmysłowy. (…) potrafi wyrazić w jednym zdaniu to, do opisania czego inni pisarze potrzebowaliby co najmniej kilku stron (…) Fascynują go sytuacje skrajne, pełne napięcia, w których bohaterowie wystawieni się na ciężką próbę, gdy zagląda im w oczy śmierć, gdy krok w lewo lub w prawo może oznaczać koniec. Nic zatem dziwnego, że w poezji Wysockiego tak wiele jest utworów o górach i alpinistach, morzu i sztormach, o pełnej wewnętrznej dramaturgii rywalizacji sportowców”.

## Upamiętnienie
W lipcu 1981 w Teatrze na Tagance premierę miał spektakl Władimir Wysocki (reż. Jurij Lubimow).
W 1985 imieniem i nazwiskiem artysty został ochrzczony meteoryt „WładWysockij” o numerze 2374.
2 lipca 2005 podczas 32. Ogólnopolskich Spotkań Zamkowych „Śpiewajmy Poezję” w Olsztynie odbył się koncert pt. „Konie Narowiste – ballady i piosenki Włodzimierza Wysockiego” w reż. Jerzego Satanowskiego. Zapis koncertu został wydany w czerwcu 2007 w formie albumu muzycznego pt. Konie narowiste: koncert ku pamięci Włodzimierza Wysockiego w 25. rocznicę śmierci.
W październiku 2005 w trakcie 42. Studenckiego Festiwalu Piosenki w Krakowie odbył się koncert pt. „Ósmy grzech” zorganizowany z okazji 25. rocznicy śmierci Wysockiego. Reżyser koncertu Roman Kołakowski stworzył także spektakl Ósmy grzech – Wołodia Wysocki, który miał premierę 22 czerwca 2007 w Teatrze Syrena w Warszawie.
W ciągu ponad 25 lat od śmierci Wysockiego tylko w Rosji opublikowano 75 tomów utworów barda, które rozeszły się w łącznym nakładzie ponad 7 mln egzemplarzy. Teksty Wysockiego zostały przetłumaczone na angielski, francuski, bułgarski, niemiecki, polski, włoski, duński, rumuński, szwedzki, czeski, fiński, kirgiski, japoński, estoński, ukraiński, wietnamski i chiński.

## Życie prywatne
Na pierwszym roku studiów w szkole teatralnej poznał Izę Żukową (ur. 1937; po ślubie Iza Wysocka), z którą ożenił się w maju 1958 po dwóch latach związku (niektóre źródła podają 25 kwietnia 1960 jako datę ślubu pary). W trakcie małżeństwa nawiązał romans z aktorką Ludmiłą Abramową (ur. 1939), którą poznał w czasie zdjęć do filmu 713 prosi o pozwolenie na lądowanie i z którą ożenił się 25 lipca 1965. Mieli dwóch synów, Arkadija (ur. 1962) i Nikitę (ur. 1964). W trakcie trwania małżeństwa nawiązał liczne romanse, m.in. z aktorkami: Łarisą Łużyną, Tatianą Iwanienko i Mariną Vlady, którą poślubił 1 grudnia 1970. Z tego związku miał trzech pasierbów: Igora i Pierre’a (synów Vlady z małżeństwa z Robertem Hosseinem) oraz Władimira (syna Vlady i Jean-Claude’a Brouilleta). Z pozamałżeńskiego romansu z Tatianą Iwanienko ma córkę, Anastazję (ur. 26 września 1972). W 1977 lub 1978 nawiązał romans z młodszą o 22 lata aktorką Oksaną Afanasiewą.
W wieku 13 lat zaczął pić alkohol, od którego uzależnił się w dorosłym życiu. Po podjęciu pierwszej próby samobójczej w 1964 odbył kurację odwykową. W kolejnych latach jeszcze kilkukrotnie podejmował leczenie odwykowe w szpitalach psychiatrycznych. Podczas pobytu w Instytucie Medycyny Sądowej im. Serbskiego w 1966 był poddawany przemocy psychicznej i fizycznej, a także uzależniono go od narkotyków, które zażywał już do końca życia. W marcu 1969 trafił na Oddział Intensywnej Opieki Zdrowotnej w Instytucie im. Sklifosofskiego, gdzie lekarze zdiagnozowali u niego trombozę żył i podwyższone tętno. W lipcu 1969 i w lipcu 1979 przeżył śmierć kliniczną. Pod koniec życia uzależnił się także od leków.